# Sisyrina tropica
Sisyrina tropica is een insect uit de familie sponsvliegen (Sisyridae), die tot de orde netvleugeligen (Neuroptera) behoort. 
Sisyrina tropica is voor het eerst wetenschappelijk beschreven door Smithers in 1973.